# Disputa entre un cristiano y un judío
La Disputa entre un cristiano y un judío es un libro de debate escrito probablemente en la primera mitad del siglo XIII en prosa. Perteneciente al género la literatura doctrinal o de debate, género especialmente cultivado por los conversos, que conocían la argumentación aristotélica, que recoge tópicos que los cristianos argumentaban contra la comunidad hebrea. Por tal razón, ya desde Américo Castro se ha considerado que el autor de este debate debió ser un judío converso. Sin embargo, Nicasio Salvador no excluye el que pudiera tratarse de un cristiano viejo. El texto, muy breve, se nos ha transmitido en estado fragmentario y se conserva un fragmento en el que se discute sobre la circuncisión, la observancia del sabbat y la naturaleza de Dios. Aunque hay bastantes muestras del género tanto en la literatura latina medieval como en la vernácula, el texto castellano no parece tener relación con ninguna de ellas.
El pasaje conservado se podría estructurar en dos partes: en la primera hay un rápido cruce de preguntas y respuestas, mientras que la segunda la constituye la determinación de las cuestiones que van a ser objeto de debate y se inicia la argumentación del cristiano, para posteriormente ser interrumpida por el judío.